# 弗龙泰拉
弗龙泰拉是巴西米纳斯吉拉斯州的一个市镇。总面积199.228平方公里，总人口13983人，人口密度70.2人/平方公里。